# Mordheim
Mordheim är ett figurspel som utspelar sig i samma värld som Warhammer Fantasy Battles och till stor del bygger på samma regelsystem. Spelet ges ut av Specialist Games, som är en avdelning av Games Workshop. Till skillnad från storebror Warhammer så spelar man här oftast bara med ett dussin figurer eller mindre. Spelet utspelar sig i en stad i Warhammer-universumet som heter just "Mordheim". Warhammer 40,000:s motsvarighet till Mordheim heter Necromunda.

## Bakgrund
Staden Mordheim förstördes av en komet runt år 2000 i Warhammer-världens tideräkning. Det visade sig snart att kometen bestod av "Wyrdstone", en magisk mineral som vissa kunde betala stora summor för att lägga vantarna på. Därför flockades snabbt stora skaror äventyrare till staden för att försöka lägga beslag på dessa eftertraktade stenar. Naturligtvis vill de inte låta andra äventyrare gå och plocka på sig de värdefulla stenarna obehindrade, så därför slår sig många ihop i små grupper, och som spelare tar man kontrollen över just en sån grupp.

## Warbands
Ett "warband" är den grupp av krigare som styrs av en spelare. Dessa är de olika officiella "warbands" som finns tillgängliga:
- Averland Mercenaries (Empire)
- Beastmen Raiders (Beastmen)
- Carnival of Chaos (Chaos- Nurgle)
- Cult of the Possessed (Chaos)
- Dwarf Treasure Hunters (Dwarves)
- Kislevite Warband (Empire)
- Marienburg Mercenaries (Empire)
- Middenheim Mercenaries (Empire)
- Orcs & Goblins Hordes (Orcs)
- Ostlander Mercenaries (Empire)
- Reikland Mercenaries (Empire)
- Sisters of Sigmar (Empire)
- Skaven Warband (Skaven)
- Undead (Vampire Counts)
- Witch Hunters (Empire)